# Kawana Challenger
Il Kawana Challenger è stato un torneo professionistico di tennis giocato su campi in cemento indoor. Faceva parte dell'ATP Challenger Series. Si è giocata una sola edizione, a Kawana in Australia.

## Albo d'oro

### Singolare
| Anno | Campione          | Finalista   | Punteggio     |
| ---- | ----------------- | ----------- | ------------- |
| 2006 | Julien Jeanpierre | Lu Yen-hsun | 6–3, 1–6, 6–4 |

### Doppio
| Anno | Campioni                    | Finalisti                | Punteggio        |
| ---- | --------------------------- | ------------------------ | ---------------- |
| 2006 | Nathan Healey Robert Smeets | Alexander Peya Lars Übel | 5–7, 6–0, [10–8] |